# بيرتراد دي مونتفورت
بيرتراد دي مونتفورت (بالفرنسية: Bertrade de Montfort)‏ (حوالي. 1070 - 14 فبراير 1117)، هي ملكة فرنسا بزواجها من فيليب الأول ملك فرنسا. تزوجت أولا من فولك الرابع كونت أنجو وأنجبت له ابن وحيد فولك، ثم تركت زوجها وتزوجت من فيليب الأول ملك فرنسا. تعتبر بيرتراد سلف ملوك إنجلترا (أسرة بلانتاجانت) وأيضا سلف ملوك مملكة بيت المقدس (أسرة أنجو) وذلك من خلال ابنها البكر فولك.

## حياتها
بيرتراد هي ابنة سيمون الأول دي مونتفورت [الإنجليزية] وأجنيس من إيفرو. وشقيقها هو أماوري الثالث دي مونتفورت [الإنجليزية] .
في عام 1089 تزوجت من فولك الرابع كونت أنجو وأصبحا والدين للطفل فولك. في عام 1092 تركت زوجها لتعيش مع الملك فيليب الأول ملك فرنسا. تزوجها فيليب في 15 مايو 1092 على الرغم من حقيقة أن كلاهما كان له زوج على قيد الحياة. كان فيليب الأول مغرمًا ببيرتراد وهدده البابا أوربان الثاني له بالحرمان الكنسي لكنه رفض تركها. في النهاية طرده البابا أوربان الثاني كنسياً عام 1095 ومُنع فيليب من المشاركة في الحملة الصليبية الأولى.